# Słupca
Słupca este un oraș în Polonia.